# 河北獅子魚
河北獅子鱼，为輻鰭魚綱鮋形目杜父魚亞目狮子鱼科的其中一種。目前發現於西北太平洋區的中國海域，屬底棲性魚類，生活習性不明。